# Reiner von Landau

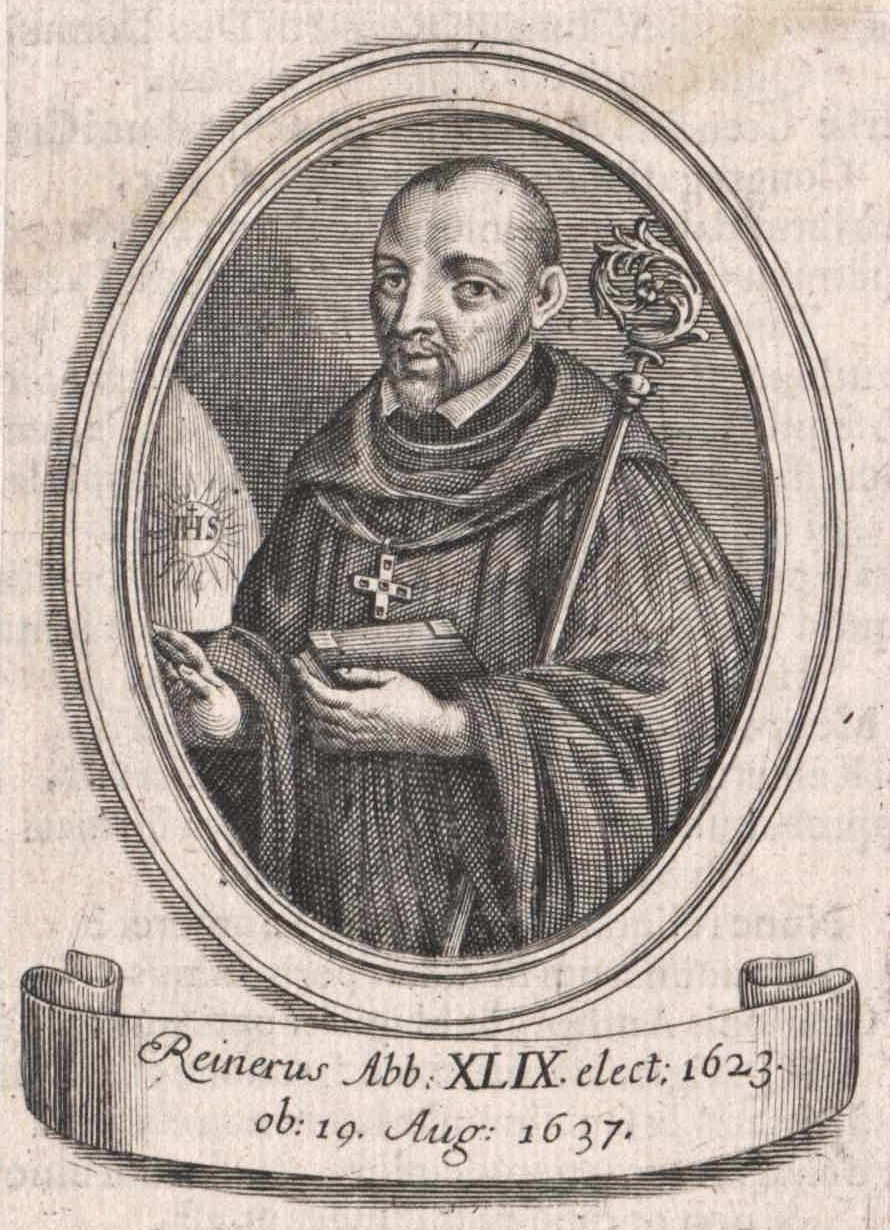
Reiner von Landau

Reiner von Landau (Geburtsname Johannes Landau) (* 1585 in Paderborn; † 19. August 1637) war ein Abt des Stifts Melk.
Seine Familie übersiedelte in seiner Kindheit von Paderborn nach Niederösterreich. Er trat sehr jung in den Jesuitenorden ein. Er studierte ab 1603 in Würzburg und lehrte dort ab 1607 Rhetorik und Mathematik. 1613 trat er in den Benediktinerorden ein. Dort nahm er seinen Ordensnamen Reiner an. Ab 1614 studierte er Theologie in Wien und Bologna. In Wien wurde er neben dem Amt des Priors Kämmerer und Rektor der Universität Wien (damals ein Ehrenamt), dafür wurden er und seine Familie vom Kaiser später in den Adelsstand erhoben. 1623 wurde er zum Abt von Melk gewählt. Während seiner Amtszeit hatte sich die Zahl der Mönche in Melk verdoppelt. Er wird als streng, aber gerecht beschrieben. Er förderte das brüderliche Miteinander der Mönche im Kloster.